# کی نپ
کی نپ (به انگلیسی: Kay Knapp) (زادهٔ ۱۴ سپتامبر ۱۹۳۸) شناگر اهل ایالات متحده آمریکا است.